# El verano de la señora Forbes
El verano de la señora Forbes és una pel·lícula mexicana del 1989 dirigida per Jaime Humberto Hermosillo, protagonitzada per Hanna Schygulla i Francisco Gattorno. Es basa en un conte escrit pel novel·lista colombià Gabriel García Márquez el 1976 i publicat el 1992 com a part de la seva col·lecció de contes titulada Doce cuentos peregrinos.
La trama segueix el personatge del títol, una institutriu alemanya contractada per tenir cura de dos nois descontrolats els pares dels quals han pres sis setmanes de vacances. De dia, la senyoreta Forbes dirigeix la casa amb una disciplina opressiva, però a la nit mostra un comportament més preocupant que el que mostren els nens que resisteixen la seva autoritat.

## Argument
L'Eduardo i la seva dona són una parella que són de vacances a la platja d'estiu al Yucatán. Hi passen part dels mesos d’estiu amb els seus dos fills indisciplinats: Mauricio i Sandro, de nou i vuit anys. La casa es completa amb el supersticiós cuiner indígena i un jove pescador local que serveix com a instructor de natació submarina infantil.
Quan la parella marxa durant sis setmanes per fer un creuer des de Miami, la mare contracta la senyora Forbes, una institutriu alemanya, perquè s'encarregui dels fills mentre els pares estiguin fora. La senyora Forbes arriba en vaixell després d'un llarg viatge i la mare li dona instruccions immediatament per imposar "la llei i l'ordre" a la casa i tractar severament els nens indisciplinats i grollers en un intent d'endreçar els seus camins.
Un cop al càrrec, la senyora Forbes tracta els nens amb formalitat, mostrant un tarannà autoritari i repressiu. Ella sotmet als nens a una ferma disciplina, alimentant-los un sord ressentiment. Mauricio, el germà gran, és més flexible, però Bruno, el més petit, pren més temps per seguir les ordres de la senyora Forbes. Espiant-la a la nit, els germans descobreixen que camina per casa prenent alcohol, menjant dolços i llegint passatges en alemany.
Des de la seva arribada, la senyora Forbes es veu afectada per Aquiles, el jove instructor de submarinisme que passa molta estona per casa jugant amb els nens i al mar amb ells. La senyora Forbes es decideix seduir-lo i li explica la història mitològica de l’amor impossible entre el seu homònim, el guerrer grec Aquil·les, i Pentesilea, la reina de les amazones, que s'estimaven malgrat ser enemics. Però ella és quinze anys més gran que ell, i ell rebutja els seus avenços. Només després de molta insistència, Aquiles accepta la seva invitació per anar a la ciutat a prendre una copa una nit. Allà s'obre a ell, despulla la seva ànima i exposa el seu veritable jo. Odia l’ordre i la moderació i més aviat li agradaria ser lliure, beure, viure l'amor. En realitat, ella no creu en allò que ha estat imposant als nens. Aquiles continua sent indiferent. És Aquil·les qui amaga un secret. Sempre és reticent a qualsevol persona, fins i tot als nens, a acostar-se a la seva cabana rústica a la vora del mar. La nit següent, la senyora Forbes arriba nedant a casa d'Aquiles. Ella entra en secret i troba Aquiles nu en companyia d'un amant masculí. Abans de marxar sense ser descoberta, la senyora Forbes cala foc a la casa amb els dos homes a dins.
L'endemà al matí, esmorzant, la senyora Forbes rep una carta que la sacseja, però el seu contingut continua sense revelar-se. Després, quan dona les ordres del dia els nens ja n'han tingut prou i desobeeixen. Arribant al seu punt de ruptura, la senyora Forbes els diu que poden fer el que vulguin. Des que la senyoreta Forbes els va obligar a menjar morenes, el mateix peix que els va espantar quan es va clavar a la porta de la casa, els nens han planejat matar-la enverinant el seu tequila. La idea va sorgir de Sandro, el més resolut dels dos nois. Mauricio l’adverteix que podrien acabar a la cadira elèctrica, però Sandro està decidit. En primer lloc, a Mèxic no hi ha cadira elèctrica i, en segon lloc, s'asseguraria que ningú no ho descobrís. Els germans enverinen el tequila i l'endemà al matí, despertant-se tard i sense veure la senyora Forbes, creuen que el seu pla ha estat un èxit. Els nens celebren alegrement la recuperació de la llibertat fent submarinisme pel seu compte. Al seu retorn, la casa de la platja es troba en plena convulsió. La senyora Forbes ha estat assassinada i apunyalada moltes vegades. Mauricio i Sandro aconsegueixen evitar la policia que custodia l'escena del crim i entrar al dormitori de la institutriu. La veuen envoltada de sang amb diverses punyalades i talls en lloc d'enverinada. A la mort, el rostre de la senyora Forbes té una expressió de serenitat inquietant. Sembla ser feliç per fi.

## Repartiment
- Hanna Schygulla com a senyoreta Forbes
- Francisco Gattorno com Aquiles
- Alexis Castanares com a Sandro
- Víctor César Villalobos com a Mauricio
- Guadalupe Sandoval com a mare
- Fernando Balzaretti com a Eduardo, el pare
- Yuriria Munguía com Mena Victoria, la cuinera
- Roberto Perdomo com a Mulato
- Alejandro Herrero com a nedador errant

## Producció
El verano de la señora Forbes va formar part d’una sèrie de sis pel·lícules, coproduïdes per TVE i nascudes de l’interès del novel·lista colombià Gabriel García Márquez pel cinema. García Márquez va escriure els esbossos dels guions i la seva realització es va lliurar a directors d’Iberoamèrica. Les pel·lícules es van agrupar amb el nom d Amores Dificiles (1987/88) i estan formades per: Milagro en Roma (Colòmbia, dirigida per Lisandro Duque Naranjo, Yo soy el que tú buscas (Espanya, dirigida per Jaime Chávarri), Un domingo feliz (Veneçuela, dirigida per Olegario Becerra); Cartas del parque (Cuba, dirigida per Tomás Gutiérrez Alea); Fábula de la bella palomera (Brasil, dirigida per Ruy Guerra); i la pel·lícula mexicana, El verano de la señora Forbes dirigida de Jaime Humberto Hermosillo). Les pel·lícules estaven pensades per a la televisió, però rodades en 35 mil·límetres perquè poguessin tenir una estrena en sales.
El verano de la señora Forbes va ser una adaptació cinematogràfica d' El verano feliz de la señora Forbes, un conte escrit pel novel·lista colombià Gabriel García Márquez el 1976 i publicat el 1992 com a part de la seva col·lecció de contes. titulat Doce cuentos peregrinos. El focus del relat i la pel·lícula són diferents. Si bé la història curta original pren el punt de vista del narrador, un dels nois, la pel·lícula se centra en la institutriu i l'aparent dualitat de la seva personalitat. El personatge d'Aquiles, el guapo pescador, es va desenvolupar i va tenir un paper important a la pel·lícula com l'interès amorós de la senyora Forbes. En el conte original, que té lloc a Itàlia en lloc de Yucatán, Aquiles va ser nomenat Orestes. El canvi de nom va permetre introduir la història paral·lela de l’heroi grec i Penthisela, tal com la narra la senyora Forbes. Els motius de l’assassinat de la senyora Forbes continuen sense ser explicats a la història curta, mentre que la pel·lícula mostra una seqüència submarina onírica en què Aquiles, que es va veure al llarg de la pel·lícula amb un ganivet enganxat a una de les seves cames, l’utilitza per apunyalar la institutriu.